# Berglauf-Europameisterschaften

Die Berglauf-Europameisterschaften (engl.: European Mountain Running Championships) sind internationale Wettkämpfe im Berglauf, die 2002 eingeführt wurden. Organisiert werden sie vom Europäischen Leichtathletikverband (engl.: European Athletic Association - EAA). Die Veranstaltung wurde jährlich im Juli ausgerichtet, nach 2022 auch in anderen Monaten. Neben den Individualplatzierungen gibt es Teamwertungen der Länder. Seit 2007 werden männliche und weibliche Junioren (U20) gewertet.

## Geschichte
1994 fand eine inoffizielle „European Mountain Running Trophy“ statt, die der Weltberglaufverband World Mountain Running Association (WMRA) 1995 anerkannte. 2002 wurde mit der Anerkennung durch den Europäischen Leichtathletikverband (EAA) die Veranstaltung in „European Mountain Running Championships“ umbenannt.

## European Mountain Running Trophy
|    | Jahr | Datum    | Ort                | Land       | Teilnehmer       | Nationen | Ergebnisse     |
| -- | ---- | -------- | ------------------ | ---------- | ---------------- | -------- | -------------- |
| 0. | 1994 |          | Quantin            | Italien    | 0390(16 w, 23 m) | 06       | Teilergebnisse |
| 1. | 1995 | 15. Juli | Valleraugue        | Frankreich | 0940(38 w, 56 m) | 15       | Teilergebnisse |
| 2. | 1996 | 13. Juli | Llanberis          | Wales      | 0780(31 w, 47 m) | 14       | Teilergebnisse |
| 3. | 1997 | 06. Juli | Ebensee            | Österreich | 1090(43 w, 66 m) | 19       | Teilergebnisse |
| 4. | 1998 | 05. Juli | Sestrières         | Frankreich | 1250(50 w, 75 m) | 21       | Teilergebnisse |
| 5. | 1999 | 04. Juli | Bad Kleinkirchheim | Österreich | 1310(58 w, 73 m) | 20       | Teilergebnisse |
| 6. | 2000 | 02. Juli | Miedzygorze        | Polen      | 1200(53 w, 67 m) | 18       | Teilergebnisse |
| 7. | 2001 | 01. Juli | Cerklje            | Slowenien  | 1360(62 w, 74 m) | 21       | Teilergebnisse |

## Berglauf-Europameisterschaften
|     | Jahr | Datum               | Ort                           | Land        | Teilnehmer         | Nationen | Ergebnisse                 |
| --- | ---- | ------------------- | ----------------------------- | ----------- | ------------------ | -------- | -------------------------- |
| 01. | 2002 | 7. Juli             | Câmara de Lobos               | Portugal    | 100 (39 w, 61 m)   | 19       | Teilergebnisse             |
| 02. | 2003 | 6. Juli             | Trento                        | Italien     | 138 (60 w, 78 m)   | 25       | Ergebnisse, Teilergebnisse |
| 03. | 2004 | 4. Juli             | Korbielów                     | Polen       | 141 (63 w, 78 m)   | 24       | Ergebnisse, Teilergebnisse |
| 04. | 2005 | 10. Juli            | Heiligenblut                  | Österreich  | 162 (70 w, 92 m)   | 28       | Ergebnisse, Teilergebnisse |
| 05. | 2006 | 9. Juli             | Úpice/Malé Svatoňovice        | Tschechien  | 159 (67 w, 92 m)   | 27       | Ergebnisse, Teilergebnisse |
| 06. | 2007 | 8. Juli             | Cauterets                     | Frankreich  | 192 (86 w, 106 m)  | 22       | Results                    |
| 07. | 2008 | 12. Juli            | Zell am Harmersbach           | Deutschland | 229 (101 w, 128 m) | 25       | Ergebnisse, Results        |
| 08. | 2009 | 12. Juli            | Telfes im Stubai              | Österreich  | 243                | 25       | Ergebnisse, Results        |
| 09. | 2010 | 4. Juli             | Saparewa Banja                | Bulgarien   |                    |          | Ergebnisse, Results        |
| 10. | 2011 | 10. Juli            | Bursa                         | Türkei      |                    |          | Platzierungen, Results     |
| 11. | 2012 | 7. Juli             | Denizli/Pamukkale             | Türkei      |                    |          | Results                    |
| 12. | 2013 | 6. Juli             | Borowez                       | Bulgarien   |                    |          | Results                    |
| 13. | 2014 | 12. Juli            | Gap                           | Frankreich  |                    |          | Results                    |
| 14. | 2015 | 4. Juli             | Porto Moniz                   | Portugal    |                    |          | Results, Meldeliste        |
| 15. | 2016 | 2. Juli             | Arco                          | Italien     |                    |          | Results, Meldeliste        |
| 16. | 2017 | 8. Juli             | Kamnik                        | Slowenien   |                    |          | Results                    |
| 17. | 2018 | 1. Juli             | Skopje                        | Mazedonien  |                    |          | Results                    |
| 18. | 2019 | 7. Juli             | Zermatt                       | Schweiz     |                    |          | Ergebnisse Results         |
| –   | 2020 | abgesagt            | Cinfães                       | Portugal    | –                  | –        | –                          |
| 19. | 2021 |                     | Cinfães                       | Portugal    |                    |          |                            |
| 20. | 2022 | 1.–3. Juli          | Las Palmas, Kanarische Inseln | Spanien     |                    |          |                            |
| 21. | 2023 | 6.–10. Juni         | Innsbruck, Stubaital          | Österreich  |                    |          |                            |
| 22. | 2024 | 31. Mai – 2. Juni   | Annecy                        | Frankreich  |                    |          |                            |
| 23. | 2025 | 25. – 28. September | Canfranc                      | Spanien     |                    |          |                            |